# N博士

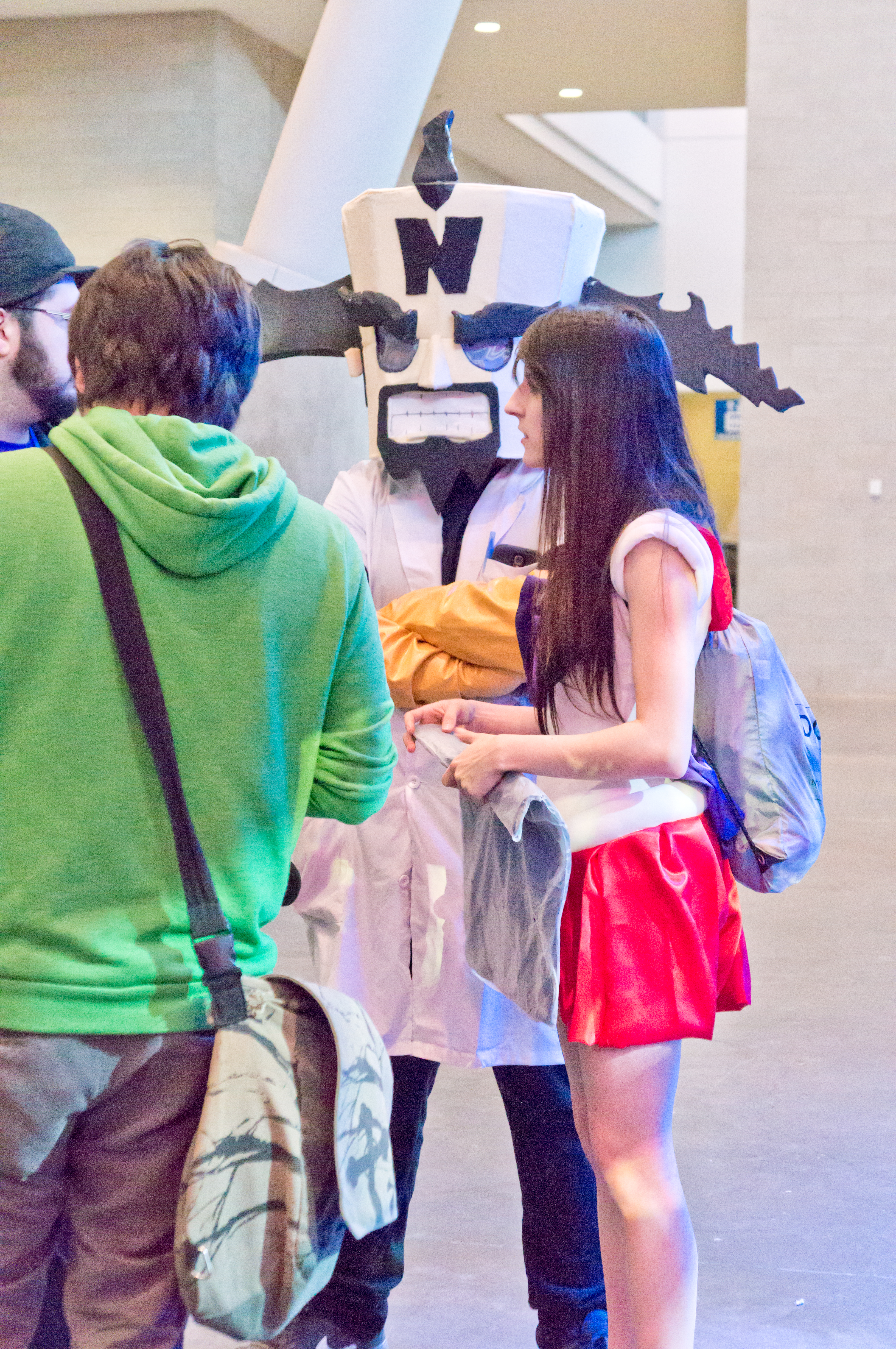
N博士的角色扮演照片

N博士，全称尼尔科尔特斯博士（英語：Doctor Neo Cortex），是古惑狼系列的登场人物。游戏中，N博士因为自己理论而被科学界嘲笑，为了报复而制造生物武器，使用进化射线突变一头加氏袋狸，使它基因改变成为古惑狼。
N博士拥有三个虚拟岛屿，女儿Lisa。在《古惑狼：皮质的愤怒》中成为可玩人物，反派还有N. Tropy。